# Vera Ilyina
Vera Sergeyevna Ilyina (Moscou, 20 de fevereiro de 1974) é uma saltadora russa. Especialista no trampolim, campeã olímpica 

## Carreira
Vera Ilyina representou seu país nos Jogos Olímpicos de Verão de 1992 a 2004, na qual conquistou uma medalha de ouro, no trampolim sincronizada com Yuliya Pakhalina, em Sydney 2000 e medalha de prata em 2004. 